# Mona Lisa's Revenge
Mona Lisa's Revenge (La Vengeance de Mona Lisa) est le cinquième épisode de la troisième saison de la  série britannique de science-fiction The Sarah Jane Adventures. À ce jour, la série n'a jamais été diffusée en France.

## Synopsis
À la suite d'un prix de dessin gagné par Clyde, sa classe, Luke et Rani se voient offrir le droit de voir en exclusivité une exposition autour de La Joconde, prêté au musée de Londres. Mais Mona Lisa sort de sa peinture à la recherche d'un être qu'elle appelle « son frère ».

### Première partie
Luke décide d'inscrire sans son accord Clyde à un concours de dessin. Celui-ci remporte un prix, son œuvre est exposé dans un musée et sa classe peuvent assister en avant première à l'exposition de la Joconde. Mais, alors qu'une collaboratrice du conservateur, Mlle Phyllis Trupp est dans la pièce, la Joconde sort de son cadre et la mets dans le tableau à sa place. Le musée est bouclé. Enquêtant là dessus, Clyde constate qu'une arme Sontarienne de son dessin a disparu. Elle est entre les mains de Mona Lisa, désormais vivante, et qui force le conservateur du musée à rechercher son frère. Alerté par Mr Smith de la disparition du tableau et de la présence des enfants, Sarah Jane Smith se rend dans le musée. Mais elle est surprise par la "Joconde" qui l'enferme alors dans un tableau. 

### Seconde partie
Alors qu'ils cherchent un moyen de rendre à Sarah Jane sa véritable forme, les adolescents sont poursuivis par le Cavalier Noir, une peinture représentant un bandit de grand chemin. Harding le conservateur retrouve la trace du tableau « frère » de la Joconde : il a été peint par un artiste florentin contemporain de Vinci, dont le tableau peut rendre fou. Avant de mourir, celui-ci l'avait protégé par un casse-tête chinois. Retrouvant la clé du casse-tête, Harding décide de la détruire pour ne pas libérer le tableau. Hélas, La Joconde prend en otage Clyde pour qu'il redessine la clé, et Luke l'incite à le faire. En rendant vie à la clé, Mona Lisa rend aussi vie à un dessin de K-9 qui sortira à temps pour détruire le « frère » démoniaque de Mona Lisa et libérer les gens emprisonnés dans les peintures.

## Continuité
- Le talent de Clyde pour le dessin avait été brievement évoqué dans l'épisode The Mark of the Berserker.
- L'arme Sontarienne peinte sur le tableau de Clyde est celle du Commandant Kaagh, vu dans The Last Sontaran et Enemy of the Bane

### Continuité avec le Whoniverse
- Le personnage de la Joconde jouait un rôle important dans l'épisode "parisien" de Doctor Who « City Of Death » en 1979.
- Lionel Harding évoque un autre vol ayant eu lieu au musée à Pâques, celle de la coupe d'Afulstan. Elle est volée par Lady De Suza dans l'épisode Planète Morte
- Le concept des extra-terrestres transformant des dessins en personnes vivantes et vice versa avait été exploité dans l'épisode Londres 2012.